# 吉大港山區

吉大港山區在孟加拉國的位置

吉大港山區（孟加拉語： Parbotto Choŧŧogram）位於孟加拉國吉大港專區東部，接近該國與印度和緬甸的邊界，包含吉大港專區的科格拉焦里縣、蘭加馬蒂縣與班多爾班縣等三個縣。本區地形多山，有許多語言、宗教和孟加拉族相當不同的少數民族居於此地，是孟加拉文化最多元的地區之一。歷史上吉大港山區長期由各部落自治，而不受外來政權的直接統治，1970年代，當地的少數民族為追求自治與族群身份的認同，組成了吉大港山區聯合人民黨，與孟加拉政府進行了長達20年的軍事對抗。1997年，雙方簽訂和平條約，孟加拉政府承認少數民族的地位，而該黨也宣布解除武裝，轉型為正常政黨。但近年來當地部落與外來的孟加拉族間仍不時有衝突發生。

## 地理

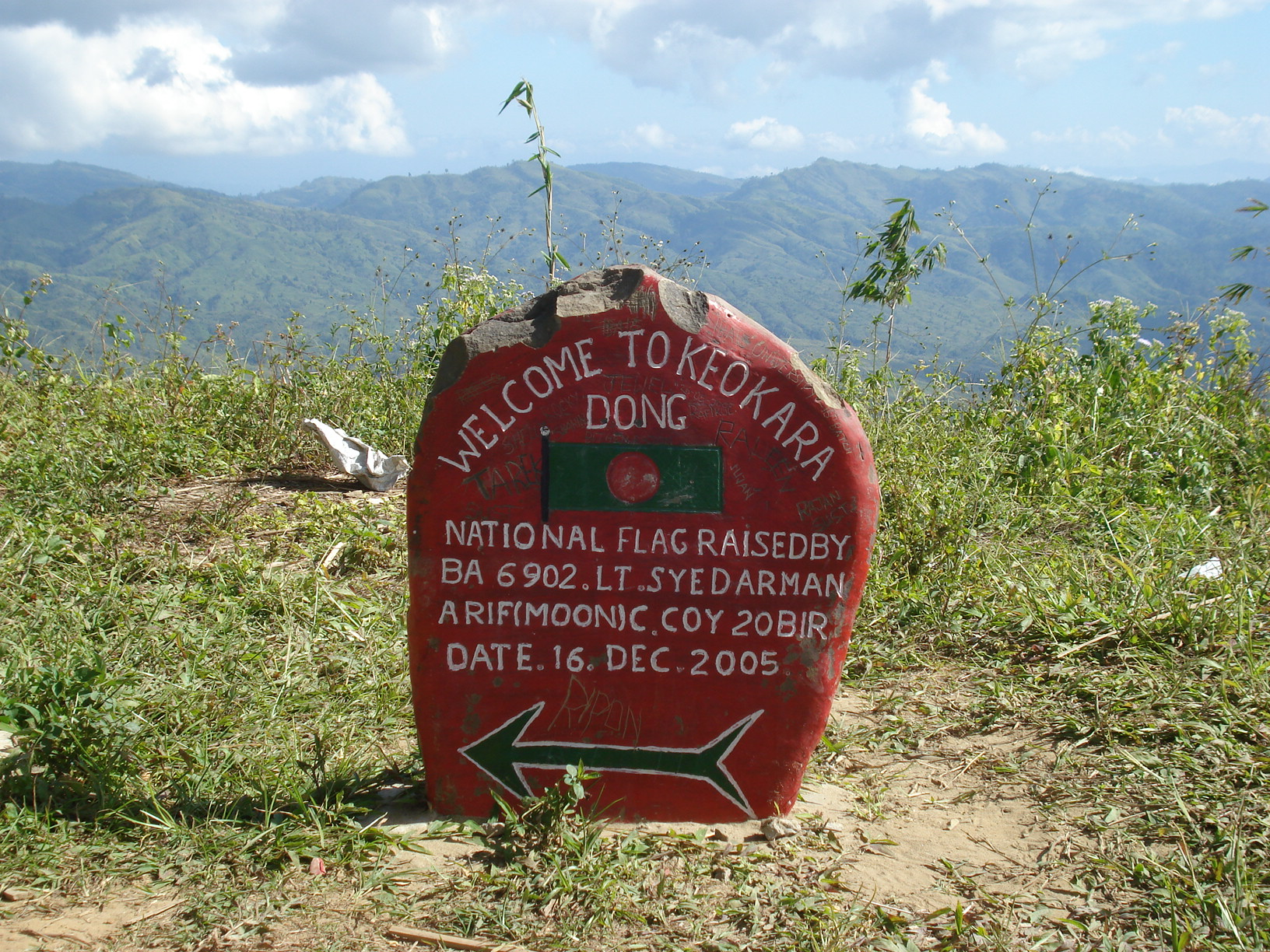
喬克拉頓峰山頂的石碑

吉大港山區由孟加拉國東南部吉大港專區的科格拉焦里縣、蘭加馬蒂縣與班多爾班縣等三個縣組成，佔地13,189平方公里，約佔孟加拉國土的一成。北部與印度特里普拉邦相鄰，東部與印度米佐拉姆邦相鄰，東南側與南側則緊鄰緬甸的若開邦與欽邦。本區有費尼河、戈爾諾普利河、桑古河、馬塔穆里河（Matamuri River）等四條河與它們的支流流經，境內多山，且多為原始森林覆蓋，山脈呈西北-東南走向，是從緬甸西部延伸到喜馬拉雅山東部之山脈的一部份:326，地景與地形平坦的孟加拉其他區域相當不同:18。以戈爾諾普利河為界，吉大港山區的北部有四條南北走向的山脈，南部則主要有七條山脈，其中以接近緬甸邊界的索喬爾山脈（Saichal range）海拔最高，孟加拉國最高的山峰喬克拉頓峰即屬於此山脈:2，標高1230公尺:20。
吉大港山區的土壤多為黃棕色或紅棕色的壤土，呈酸性，氣候則屬熱帶季風氣候，11月至3月為乾季，6月至10月為雨季，常有豪雨發生，且近年因氣候變遷而越發嚴重，造成土石流、洪水等災情，孟加拉國農業部已在此地區發配果樹樹苗給農民，以期能減少對水土保持不利的傳統輪耕。

## 民族

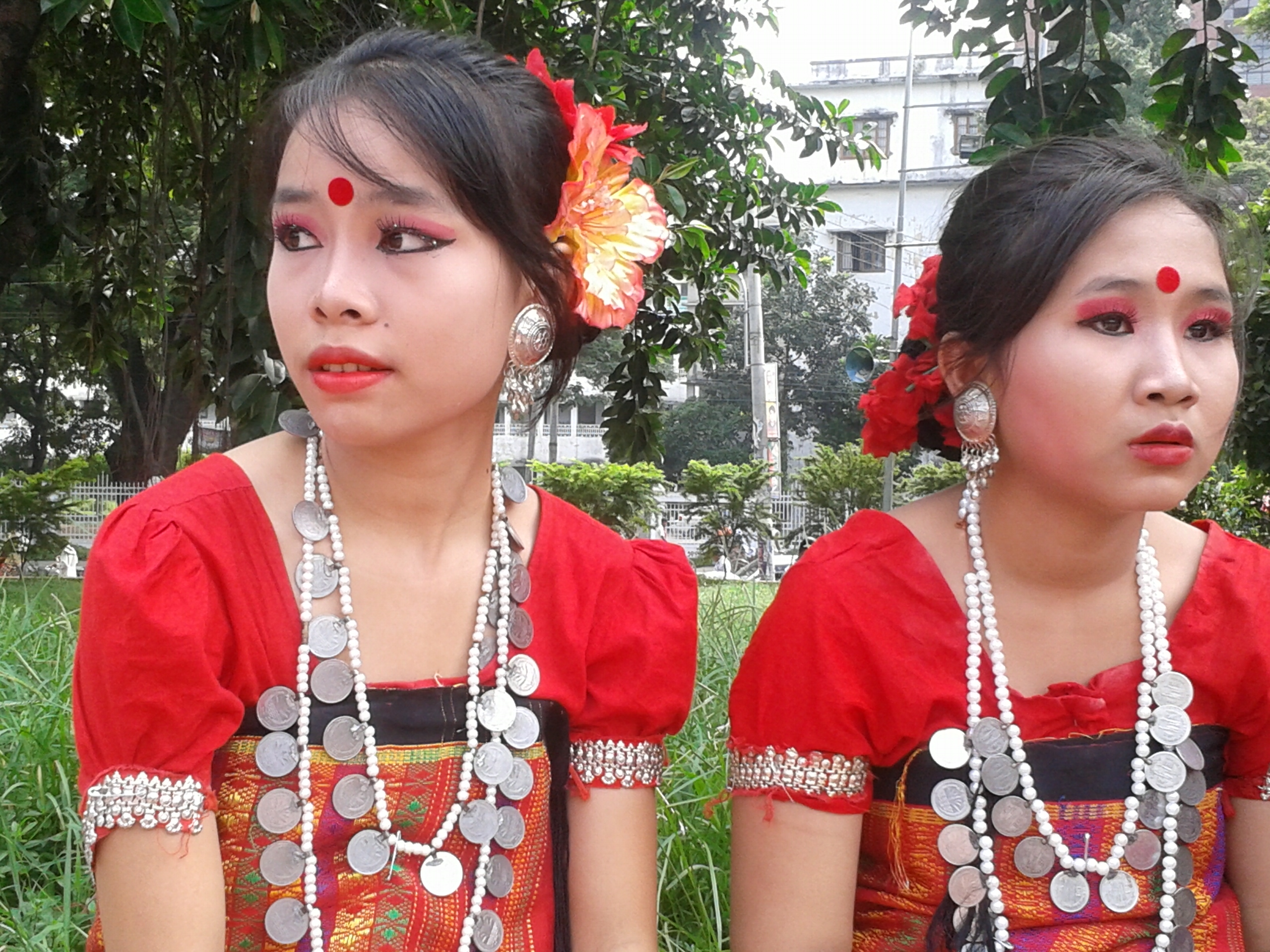
查克瑪族的舞者

吉大港山區是孟加拉人口密度較低的地區。2011年的人口統計顯示吉大港山區的人口為1,587,000人（三個縣的總和），其中約有34%是當地少數民族。2014年，吉大港山區人口約為170萬人。居於此地的少數民族包括查克瑪人、若開人、瑪爾馬人、特里普里人、坦昌雅人、阿薩姆人、查克人、潘科人、莫魯人、穆朗人、鲍姆人、米佐人、欽族與庫米人等，其中查克瑪人人數最多，這些民族通稱為朱瑪人，信仰上座部佛教，也有少數信仰基督教與印度教，多保有傳統的原始信仰與習俗，文化與孟加拉族相當不同，在區域內的分布情況也相當複雜，有些民族集中在本區中的特定區域，也有一個小城鎮內就有數個民族比鄰而居的情形。他們也大多有自己的語言，有些還有文字:19，其中查克瑪人與坦昌雅人的語言屬印歐語系，與孟加拉語和阿薩姆語較接近，其他民族的語言則多屬藏緬語族:22，但這些語言文字都在快速消亡中，近年來當地開始有組織推動在學校中教授族語。
1884年，英屬印度將吉大港山區劃分為三大酋邦，分別由查克瑪王公、勃芒王公與芒王公統治，其中前者為查克瑪人，後兩者為瑪爾馬人，他們負責管理部落的內部事務，並上繳稅賦給英屬印度政府。時至今日，這三個酋邦的王公在當地部落仍有影響力，並參與地方政府運作。

## 經濟

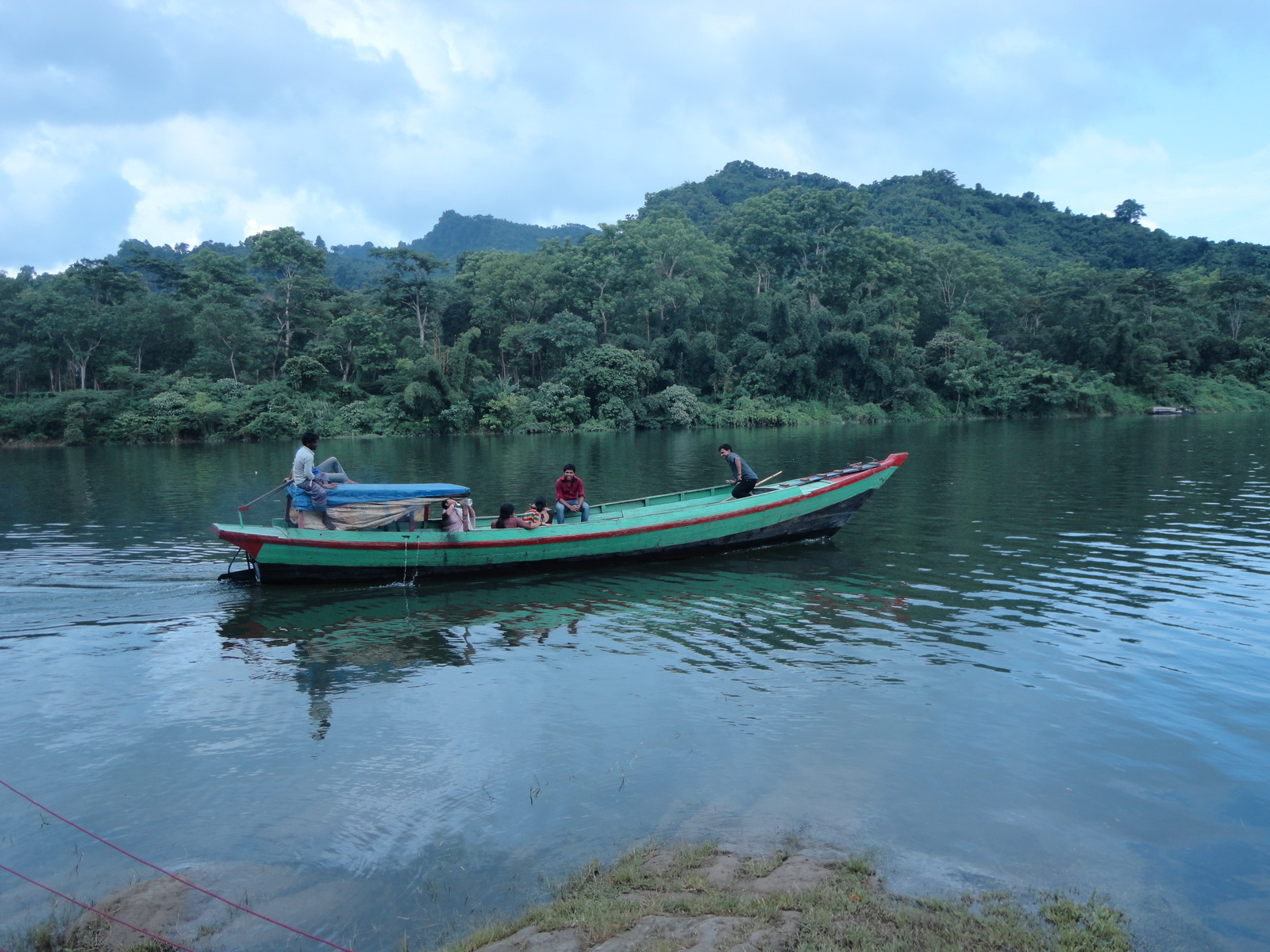
卡普泰水坝

吉大港山區的民族傳統上多從事火耕與輪耕（當地稱為juming），犁直到十九世紀早期才被引進本地區，英屬印度政府鼓勵犁的使用，一方面可增加產量，一方面可將當地居民集中以方便管理，但犁的使用受地形限制，只能在河谷使用，種植棉花、稻米、茶樹以及用以生產植物油的作物，坡地仍只能採行傳統的耕種方式:25。
1960年代起，因卡普泰水坝的建築，許多當地居民失去了土地，其中有些人嘗試種植果樹，但收益有限:28。近年來，有些公司在此地生產紙漿用木材與橡膠:327，還有菸商鼓勵當地人非法種植菸草，都對生態造成相當破壞。2001年的統計顯示吉大港山區居民的收入是孟加拉國中最低的，只有該國平均收入的六成。
吉大港山區的自然資源也相當豐富，包括石油、天然氣、鈾礦與木材等:327，其中位於科格拉焦里縣馬尼克焦里烏帕齊拉的塞穆唐格天然氣田（Semutang gas field）是吉大港山區目前唯一的天然氣田（但有其他區域已被發現藏有天然氣與石油），於1963年由英國殼牌公司與巴基斯坦石油公司探勘發現，於1969年首度開採，但隨後因坍塌與政治動亂而多此停產，於1997年後荒廢，直到2009年，孟加拉國營石油開採製造公司（Bangladesh Petroleum Exploration and Production Company Ltd, BAPEX）計畫於兩年後重新在此開採天然氣以紓解吉大港市的能源需求，2011年12月，該公司正式開始從塞穆唐格油田向吉大港地區供應天然氣。

## 歷史

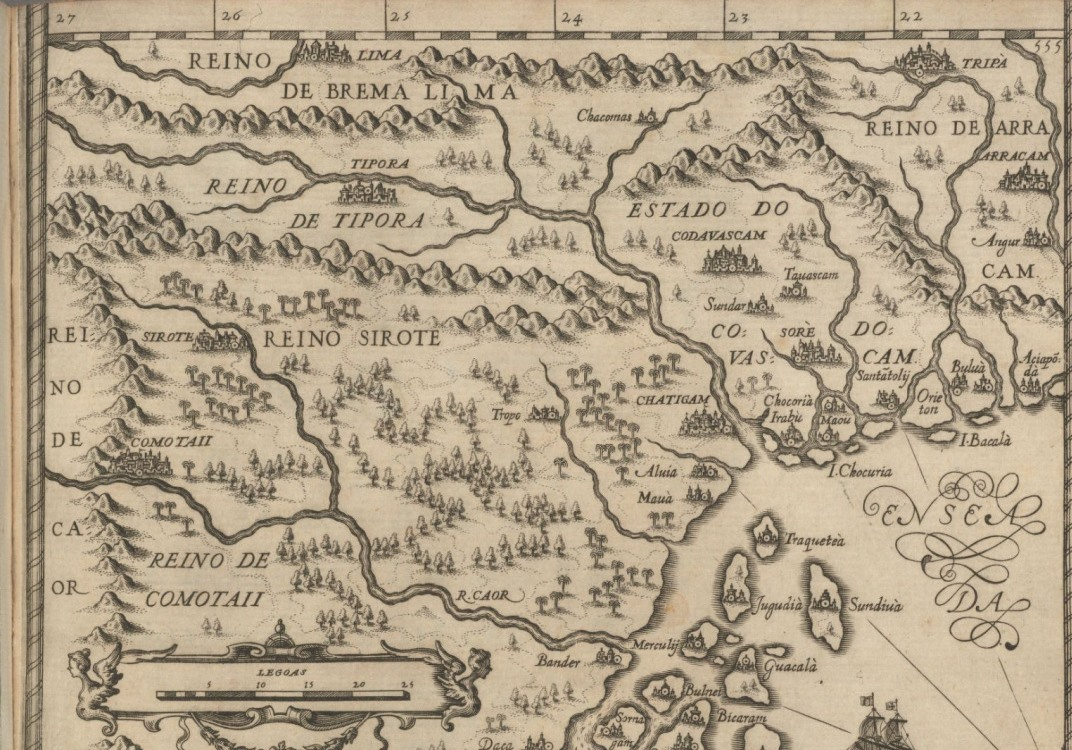
16世紀葡萄牙人繪製的一張吉大港地圖，最上方（即東方）標有查克瑪人的部落（今屬蘭加馬蒂縣）

十七世紀起，蒙兀兒帝國的勢力進入此區，佔領吉大港的大部分地區，但未有實際統治吉大港山區:38，1760年，此區屬英國東印度公司的勢力範圍。1860年以前，蒙兀兒帝國與英國的紀錄中，稱此地為Jum Bungoo或Kapas Mahal。1860年，英屬印度將吉大港山區歸入孟加拉管轄區，並派遣官員到任，從屬於吉大港的專員，但英國採取不干涉本地統治的策略，將吉大港山區分成查克瑪、芒與勃芒等三個酋邦，分別由查克瑪族與瑪爾馬族的王公治理，並上繳稅賦給英屬印度的中央政府，1901年的統計顯示這三個酋邦分別管轄94、128與74座村莊，總人口約有12萬人，多數信仰佛教（83000人），部分信仰印度教（36000人），少數則信仰伊斯蘭教（5000人）。 1947年印巴分治時，當地居民希望吉大港山區作為一個土邦，加入較為世俗的印度，當地在分界結果明朗前便已升起印度國旗，但因吉大港市太靠近邊界而需要縱深，這項請求最終被忽略，吉大港山區被劃入東巴基斯坦（即後來的孟加拉國）之中。消息公布後，當地居民拒絕接受此項裁定，組織了幾場遊行抗議:169，但旋即被巴基斯坦軍隊鎮壓。

### 衝突
1957年，東巴基斯坦政府在吉大港山區建築卡普泰水坝以進行水力發電，淹沒了約四成可以使用犁耕作的肥沃土地，使超過十萬名當地部落的居民無家可歸，其中許多人逃入印度，成為無國籍的難民。

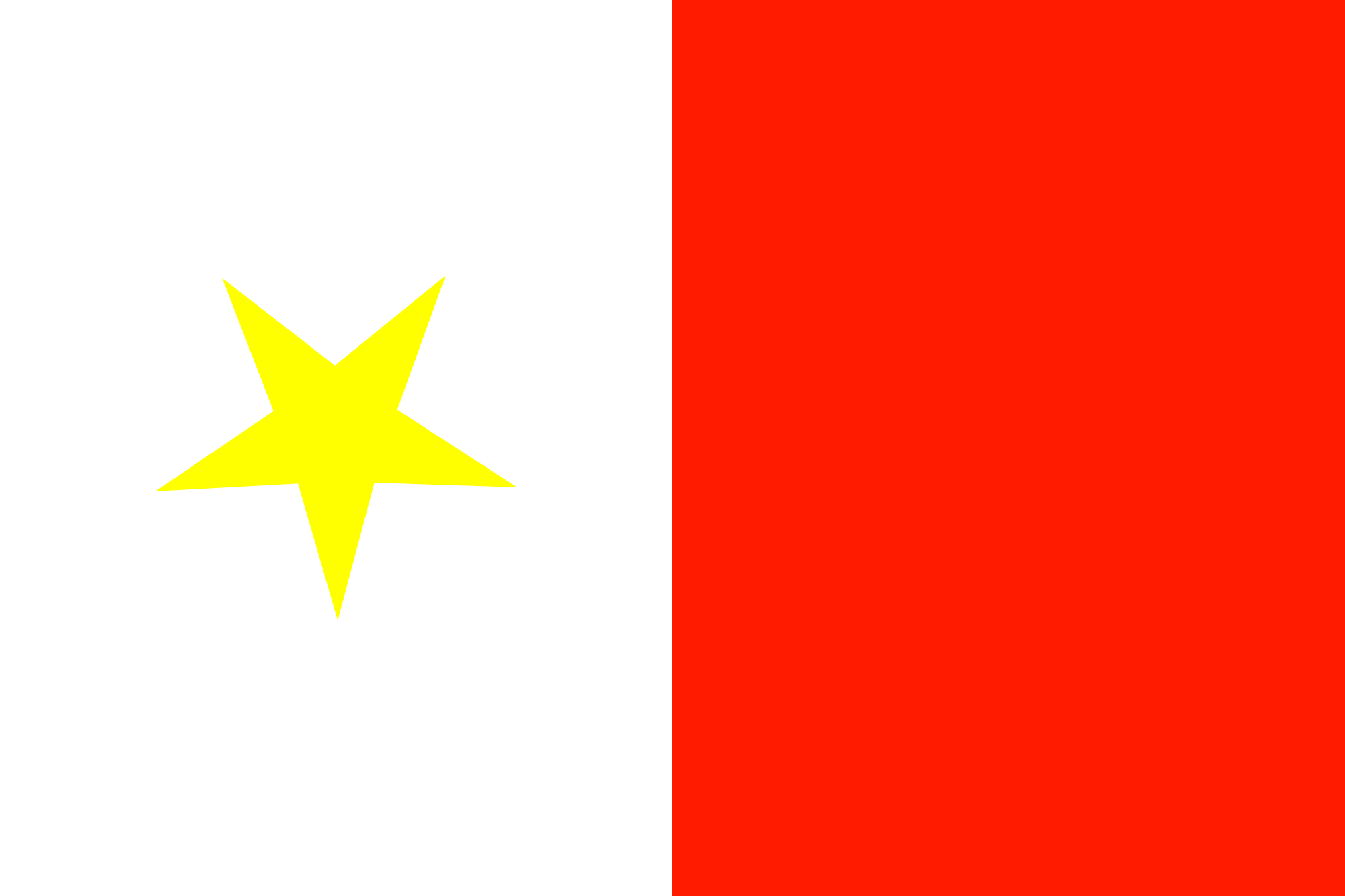
吉大港山區聯合人民黨的旗幟

孟加拉獨立時，其憲法強調孟加拉民族、語言與文化的認同，以形塑孟加拉民族主義，該國總統谢赫·穆吉布·拉赫曼也呼籲吉大港山區的朱瑪人接受孟加拉族的身份認同，吉大港山區在孟加拉國國會中唯一的代表馬納本德拉·納拉揚·拉爾馬認為此憲法忽略了孟加拉境內其他民族的地位而表示反對，為抵抗孟加拉政府強行施加的民族主義政策，他創立了吉大港山區聯合人民黨，為朱瑪民族主義的開端。1977年起，吉大港山區聯合人民黨與其武裝分支和平军以吉大港山區的自治與與土地返還為訴求，與孟加拉政府、軍隊展開了二十年的對抗，衝突中孟加拉軍隊犯下多起強暴、屠殺等戰爭罪行，有觀點形容這些行為屬於種族滅絕與種族清洗。而和平軍也有攻擊吉大港山區的孟加拉族平民之紀錄。

### 現況
1997年，雙方簽署了吉大港山區和平條約，和平軍宣告解散，吉大港山區聯合人民黨也轉型為正常政黨。孟加拉政府承認了吉大港山區部落與少數民族的特殊地位，並建立了一個由當地居民組成的吉大港山區地方議會，由各部落的住民以一定比例組成，負責維持當地法律秩序、監督行政、參與人道救援、發行重工業的核准證照等，中央政府在與吉大港山區有關的議題上，需要諮詢地方議會。另外條約中也提到政府預備成立一個部落事務部，由吉大港山區部落出身的人領導，負責推動與當地相關的行政事務，1998年7月15日，吉大港山區事務部成立，其所屬的組織包括吉大港山區地方理事會、科格拉焦里縣山區地方議會、班多爾班山區地方議會、蘭加馬蒂山區地方議會、吉大港山區發展委員會與災民復原工作組（Refugee Rehabilitation Task Force）。
但國際特赦組織指和約內容未被充分落實，許多難民未能回到原本的土地，也有吉大港山區的孟加拉族反對少數民族的特權，主張取消和平條約，當地至今仍衝突不斷，少數民族與孟加拉族間的土地糾紛不斷，而針對少數民族的暴力、性侵等案件也經常發生。孟加拉政府稱和平條約的72項條款中，已有48項得到充分執行、15項獲部分執行、剩下9項則正準備執行，但吉大港山區聯合人民黨認為只有25項條款已被充分執行、13項已部分執行、剩餘34項則未有任何進展。
2007年，吉大港山區聯合人民黨的部分黨員另外成立了吉大港山區聯合人民黨 (拉爾馬派)。而除了吉大港山區聯合人民黨外，吉大港山區尚有成立於1998年的聯合人民民主陣線，該政黨反對和平條約的內容，主張以民主方式爭取吉大港山區的完全自治，2017年，部分黨員指責該黨已背離其目標，而另外成立聯合人民民主陣線 (民主派)，這些團體間亦不時有暴力衝突發生。
吉大港山區是無代表國家和民族組織的成員，由吉大港山區聯合人民黨負責代表。

## 圖集

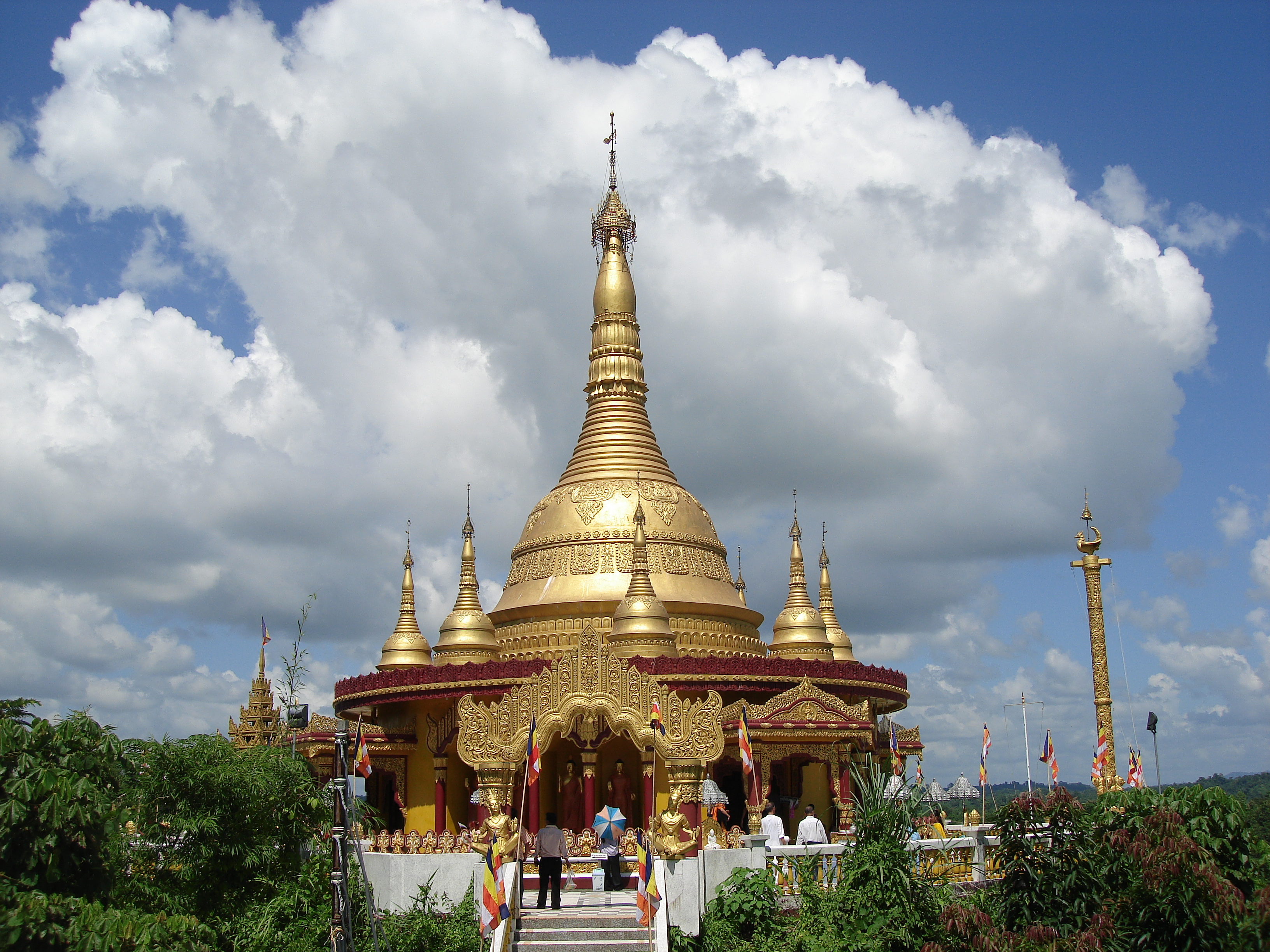
班多爾班金佛寺
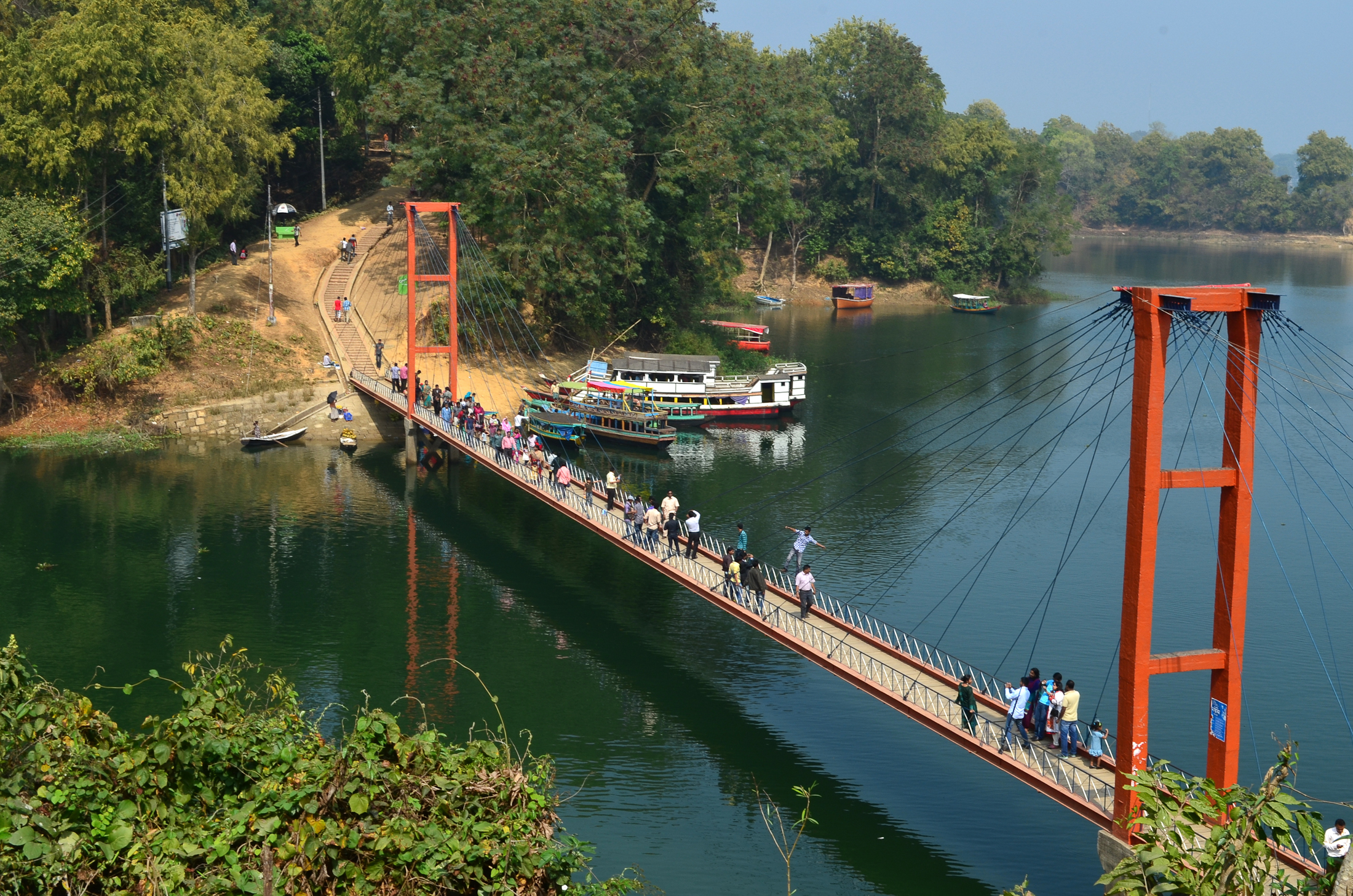
蘭加馬蒂縣的一座橋
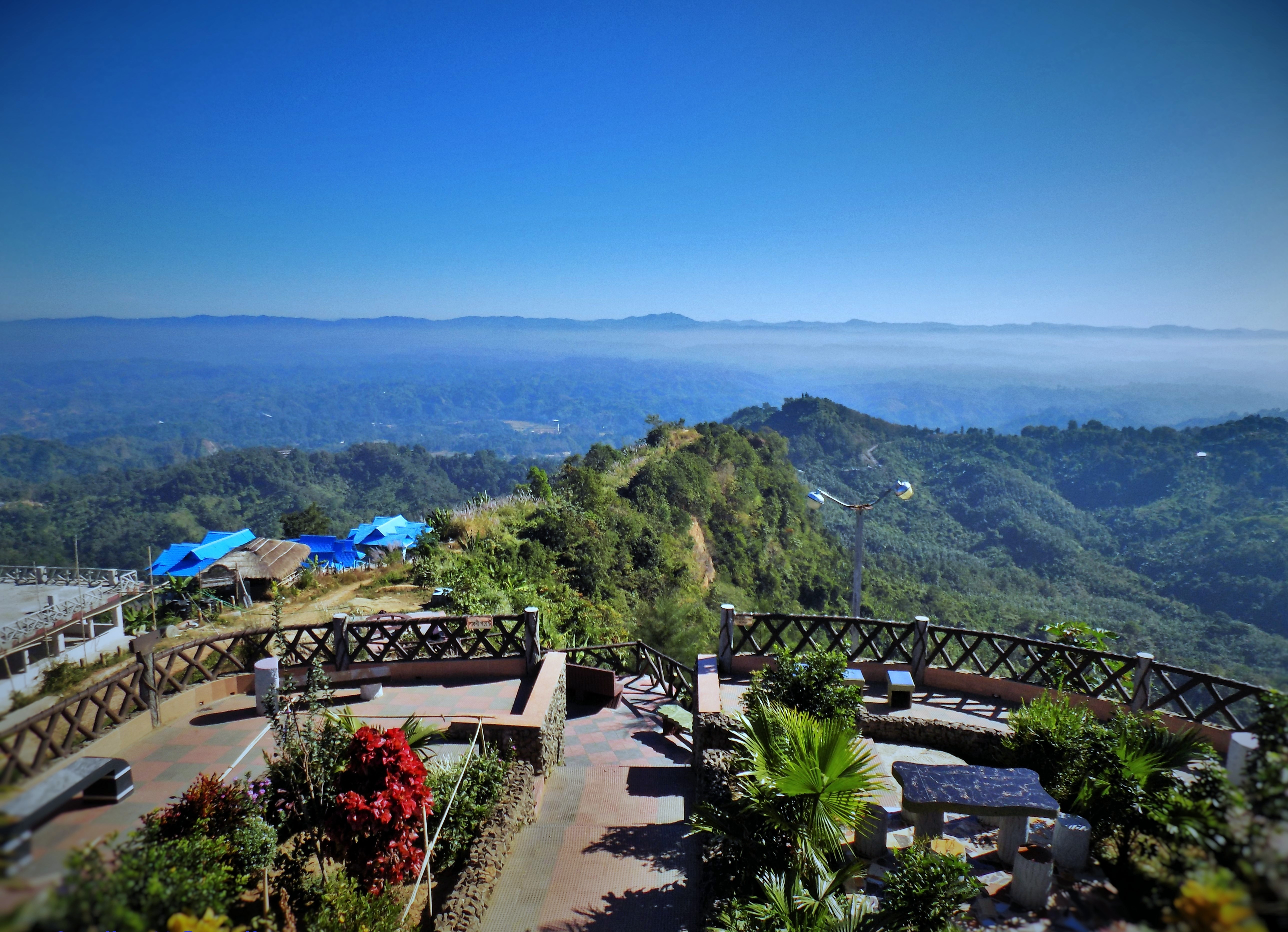
班多爾班著名的景點
নীলাচল Nilachol
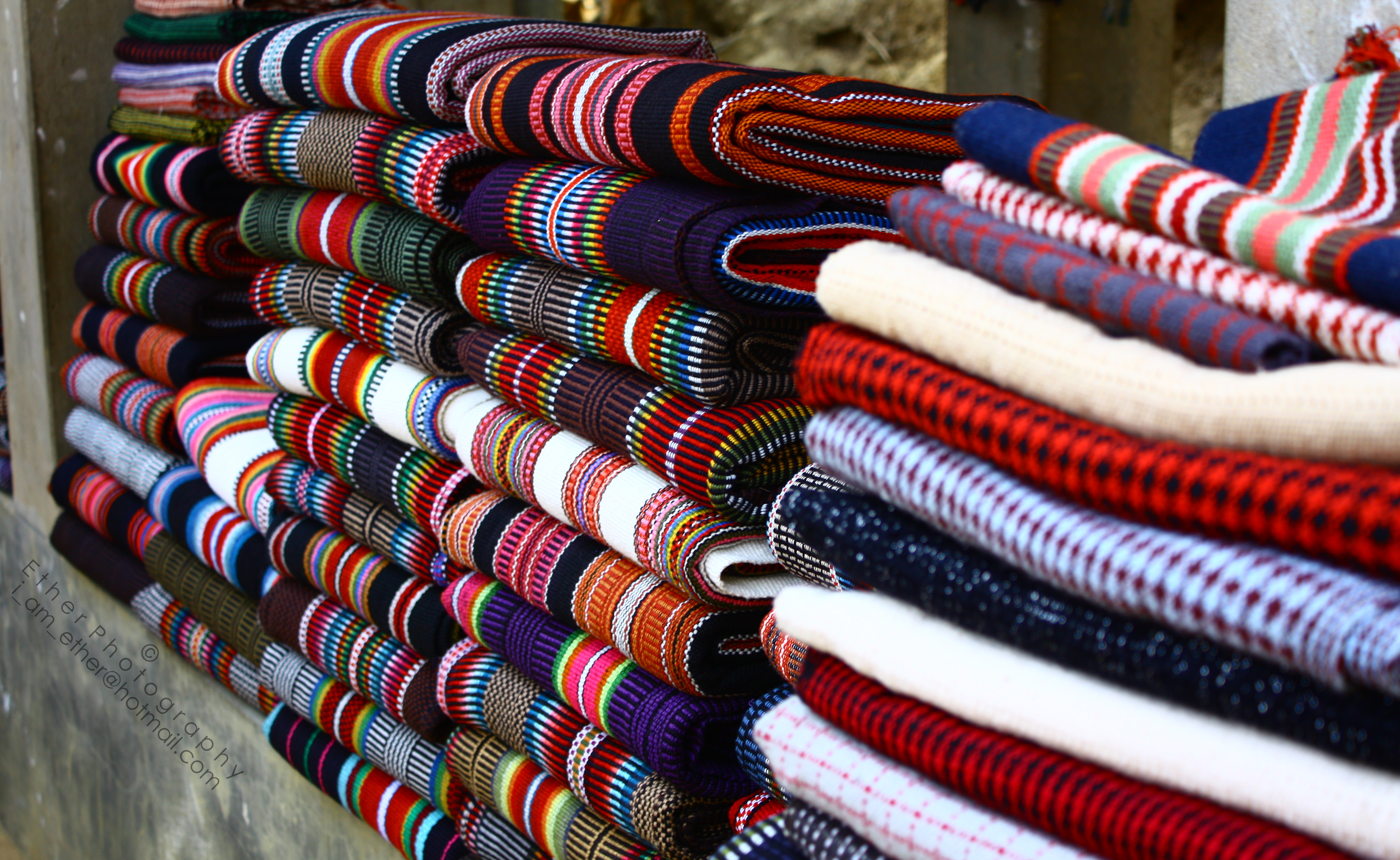
當地部落居民所織的披巾
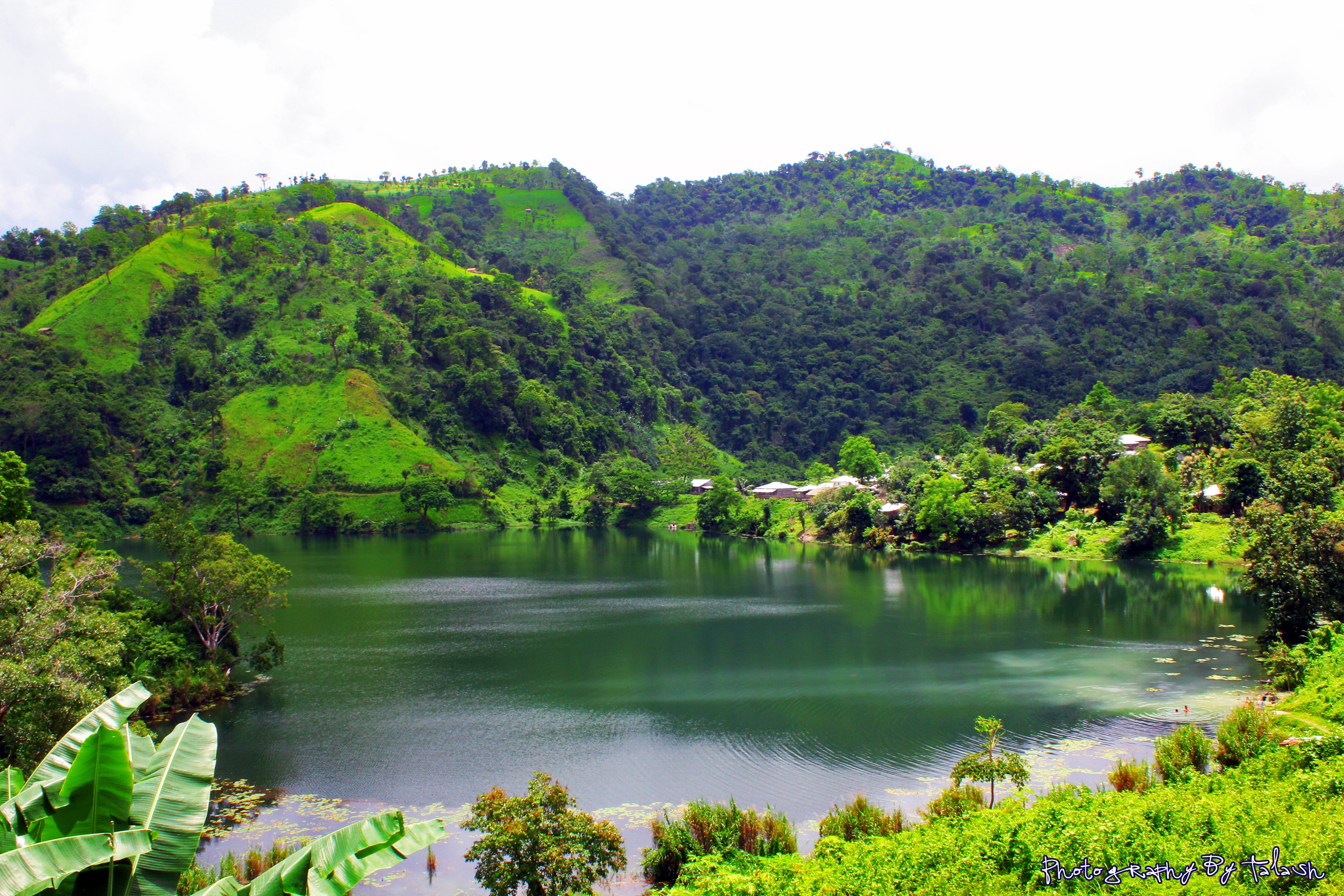
巴加科依恩湖（英语：Bagakain Lake）